# جريمة الحاسوب
جرائم الحاسب هي الجرائم التي ترتكب على أجهزة الحاسوب أو شبكات الحاسوب. في هذا النوع من الجرائم إما أن يكون جهاز الحاسوب مستهدفاً أو أن يستخدم في ارتكاب الجريمة. ويمكن تعريف جرائم الإنترنت على انها :"الجرائم التي ترتكب ضد الأفراد أو مجموعات من الأفراد مع وجود دافع إجرامي لإلحاق الضرر عمدًا على سمعة الضحية أو التسبب بالأذى الجسدي أو النفسي للضحية بشكل مباشر أو غير مباشر، وذلك باستخدام شبكات الاتصالات الحديثة مثل الإنترنت لوحات الإعلانات (غرف الدردشة ورسائل البريد الإلكتروني) الهواتف النقالة، ومثل هذه الجرائم تهدد أمن الأمة وسلامتها المالية. كثرُة القضايا المحيطة بهذا النوع من الجرائم ، ولا سيما التعدي على حق المؤلف، والمواد الإباحية، وهناك أيضا مشاكل خصوصية عند فقدان المعلومات السرية أو استخدامها، بشكل غير قانوني.